# جيف كينغ (لاعب كرة قدم بريطاني)
جيف كينغ (بالإنجليزية: Jeff King)‏ هو لاعب كرة قدم بريطاني في مركز الوسط، ولد في 19 ديسمبر 1995 في ليفربول في المملكة المتحدة. لعب مع نادي سانت ميرين.